# مو جانستن
مو جانستن (انگلیسی: Mo Johnston؛ زادهٔ ۱۳ آوریل ۱۹۶۳) بازیکن سابق و مربی فوتبال اهل اسکاتلند است.
از باشگاه‌هایی که در آن بازی کرده‌است می‌توان به باشگاه فوتبال هارت آف میدلوتیان، باشگاه فوتبال رنجرز، باشگاه فوتبال اسپورتینگ کانزاس‌سیتی، باشگاه فوتبال واتفورد، باشگاه فوتبال پاتریک تیسل، باشگاه فوتبال فالکیرک، باشگاه فوتبال اورتون، باشگاه فوتبال سلتیک، و باشگاه فوتبال نانت اشاره کرد.
وی همچنین در تیم ملی فوتبال اسکاتلند بازی کرده‌است.